# Melgar de Abajo
Melgar de Abajo település Spanyolországban, Valladolid tartományban. Melgar de Abajo Santervás de Campos, Vega de Ruiponce, Monasterio de Vega, Joarilla de las Matas és Melgar de Arriba községekkel határos. Lakosainak száma 114 fő (2024).

## Népesség
A település népessége az utóbbi években az alábbiak szerint változott:
| Lakosok száma | 178  | 170  | 156  | 142  | 133  | 120  | 102  | 112  | 116  | 114  |
|               | 2001 | 2004 | 2007 | 2009 | 2012 | 2014 | 2017 | 2019 | 2022 | 2024 |